# アブドゥラヒ・イッサ・モハムド
アブドゥラヒ・イッサ・モハムド (英語: Abdullahi Issa Mohamud, ソマリ語: Cabdullaahi Ciise Maxamuud, アラビア語: عبد الله عيسى محمد 1922 – 1988) はソマリアの元政治家。ソマリアの独立準備期間であるイタリア信託統治領時代に首相を務めた。ニックネームはビダール（Bidaar）。

## 生涯
アブドゥラヒは1921年、イタリア領ソマリランド南部の下部シェベレ県の町アフゴーイで生まれた。アブドゥラヒの父イッサ・モハムドはハウィエの支族ハバル・ギディル氏族出身で、母マレラ・ディニ（Marera Dini）はダロッドの支族マレハン氏族出身だった。つまりアブドゥラヒはハバル・ギディル氏族である。
父イッサはアブドゥラヒが生まれて数か月後に死んだ。一家は隣県のヒーラーンの中心都市ブロブルデに移り、アブドゥラヒはイスラーム学校で学んだ。その後、一家はイタリア領ソマリランドの行政中心都市モガディシュに移った。アブドゥラヒはモガディシュで、イタリア式の小学校や、地元のイスラーム学校で学んだ 。
16歳で港町マルカに移り住み、1939年から41年まで郵便局員として働いた。第二次世界大戦勃発当時は学生だったともいう。その後はモガディシュに戻り、経済局に務めた。しかし第二次世界大戦が進むとソマリアにもイギリス軍が侵攻し、失職した。

### ソマリ青年同盟に加盟
アブドゥラヒは戦時中の1943年（22歳ごろ）に結成されたソマリ青年同盟 (SYL) の初期メンバーとなった。彼は才覚を認められてSYLのリーダーの一人となり、1948年（27歳ごろ）には中央委員会のメンバーとなり、やがて事務総長となった。
アブドゥラヒはSYLを代表してパリやニューヨークを訪れ、ソマリアの独立を主張した。ソマリアは1950年に期限10年間のイタリア信託統治領ソマリアとなった。1950年から54年まで、国際連合信託統治理事会にSYL代表として参加した。

### ソマリア首相
1956年（35歳ごろ）の選挙でSYLの副代表となり、同年、ソマリ人として初のソマリア首相となった（ただし独立前）。
1959年（38歳ごろ）には首相に再任され、一時的に外務、内務、宗教、法務長官も務めている。1960年にソマリアが独立してまもなく、外務長官に任命され、国際連合総会やアディスアベバの会議に出席した。1964年3月、ベレトウェイン代表として国会議員となった。

### クーデター
1969年、モハメド・シアド・バーレがクーデターを起こし、バーレを代表とする最高革命評議会 (SRC) が国政を掌握した。アブドゥラヒは1974年（53歳ごろ）、在スウェーデン大使に任命される。ソマリアが1988年に隣国エチオピアと戦ったオガデン戦争に敗れると、バーレは露骨なダロッド優遇策を取るようになった。アブドゥラヒは1983年（62歳ごろ）までスウェーデン大使を務めたが、その後辞任した。
その後はイタリアのローマで過ごした。1988年3月に死去し、遺体はモガディシュに埋葬された。